# Presly
Presly [pʁɛli] est une commune française située dans le département du Cher en région Centre-Val de Loire.

## Géographie
Presly, commune du département du Cher, est situé entre les villes d’Aubigny-sur-Nère et Neuvy-sur-Barangeon (plus globalement entre Gien et Vierzon) ; la route départementale D 30 Vierzon-Gien traverse le village et y rencontre les D 12 et D 29e.
- la Rère, affluent de la Sauldre et sous-affluent de la Loire par le Cher, prend sa source sur Presly au lieu-dit  sommerère.

### Climat
Pour des articles plus généraux, voir Climat du Centre-Val de Loire et Climat du Cher.
En 2010, le climat de la commune est de type climat océanique dégradé des plaines du Centre et du Nord, selon une étude du CNRS s'appuyant sur une série de données couvrant la période 1971-2000. En 2020, Météo-France publie une typologie des climats de la France métropolitaine dans laquelle la commune est exposée à un climat océanique altéré et est dans la région climatique  Centre et contreforts nord du Massif Central, caractérisée par un air sec en été et un bon ensoleillement. 
Pour la période 1971-2000, la température annuelle moyenne est de 10,9 °C, avec une amplitude thermique annuelle de 15,5 °C. Le cumul annuel moyen de précipitations est de 804 mm, avec 11,6 jours de précipitations en janvier et 7,5 jours en juillet. Pour la période 1991-2020, la température moyenne annuelle observée sur la station météorologique la plus proche, située sur la commune de La Chapelle-d'Angillon à 6 km à vol d'oiseau, est de 11,6 °C et le cumul annuel moyen de précipitations est de 870,9 mm,. Pour l'avenir, les paramètres climatiques de la commune estimés pour 2050 selon différents scénarios d'émission de gaz à effet de serre sont consultables sur un site dédié publié par Météo-France en novembre 2022.

## Urbanisme

### Typologie
Au 1er janvier 2024, Presly est catégorisée commune rurale à habitat très dispersé, selon la nouvelle grille communale de densité à 7 niveaux définie par l'Insee en 2022.
Elle est située hors unité urbaine. Par ailleurs la commune fait partie de l'aire d'attraction d'Aubigny-sur-Nère, dont elle est une commune de la couronne,. Cette aire, qui regroupe 16 communes, est catégorisée dans les aires de moins de 50 000 habitants,.

### Occupation des sols
L'occupation des sols de la commune, telle qu'elle ressort de la base de données européenne d’occupation biophysique des sols Corine Land Cover (CLC), est marquée par l'importance des forêts et milieux semi-naturels (71,5 % en 2018), en augmentation par rapport à 1990 (69,9 %). La répartition détaillée en 2018 est la suivante : 
forêts (69,9 %), terres arables (17,3 %), zones agricoles hétérogènes (5,4 %), prairies (5,1 %), milieux à végétation arbustive et/ou herbacée (1,5 %), eaux continentales (0,7 %).
L'évolution de l’occupation des sols de la commune et de ses infrastructures peut être observée sur les différentes représentations cartographiques du territoire : la carte de Cassini (XVIIIe siècle), la carte d'état-major (1820-1866) et les cartes ou photos aériennes de l'IGN pour la période actuelle (1950 à aujourd'hui).

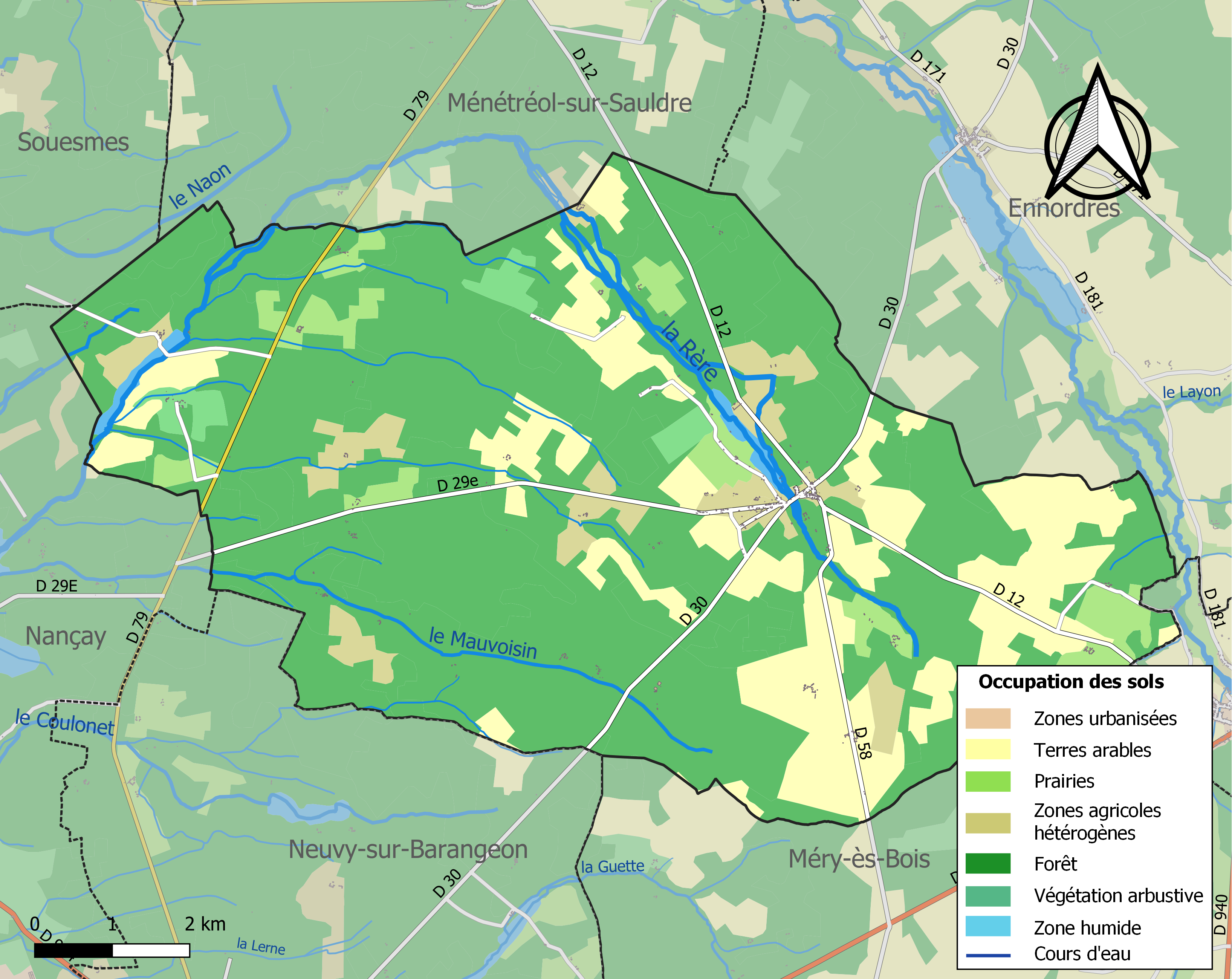
Carte des infrastructures et de l'occupation des sols de la commune en 2018 (CLC).

### Risques majeurs
Le territoire de la commune de Presly est vulnérable à différents aléas naturels : météorologiques (tempête, orage, neige, grand froid, canicule ou sécheresse), feux de forêts, mouvements de terrains et séisme (sismicité très faible). Un site publié par le BRGM permet d'évaluer simplement et rapidement les risques d'un bien localisé soit par son adresse soit par le numéro de sa parcelle.
Le département du Cher est moins exposé au risque de feux de forêts que le pourtour méditerranéen ou le golfe de Gascogne. Néanmoins la forêt occupe près du quart du département et certaines communes sont très vulnérables, notamment les communes de Sologne dont fait partie Presly. Il est ainsi défendu aux propriétaires de la commune et à leurs ayants droit de porter ou d’allumer du feu dans l'intérieur et à une distance de 200 mètres des bois, forêts, plantations, reboisements ainsi que des landes. L’écobuage est également interdit, ainsi que les feux de type méchouis et barbecues, à l’exception de ceux prévus dans des installations fixes (non situées sous couvert d'arbres) constituant une dépendance d'habitation.

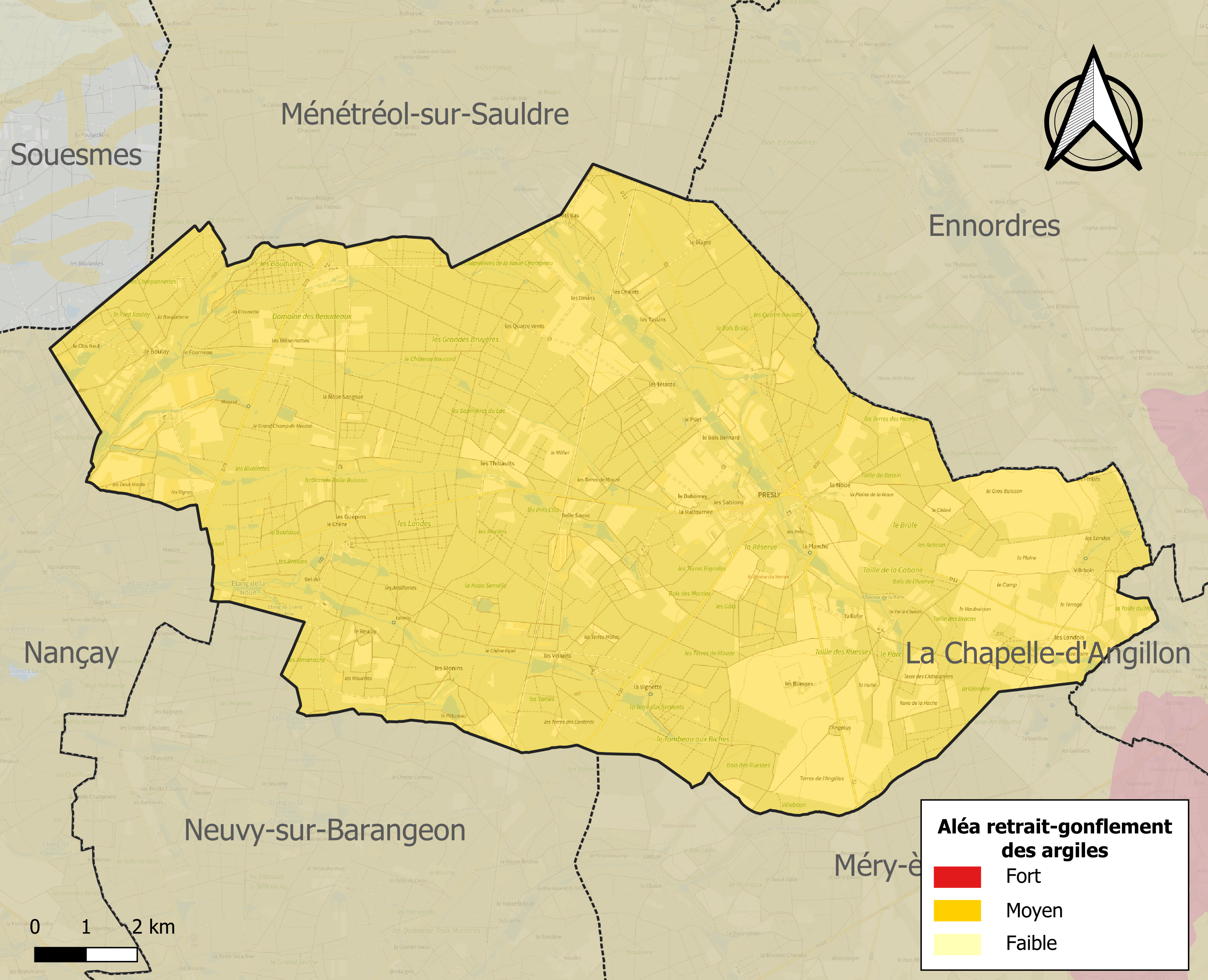
Carte des zones d'aléa retrait-gonflement des sols argileux de Presly.

La commune est vulnérable au risque de mouvements de terrains constitué principalement du retrait-gonflement des sols argileux. Cet aléa est susceptible d'engendrer des dommages importants aux bâtiments en cas d’alternance de périodes de sécheresse et de pluie. La totalité de la commune est en aléa moyen ou fort (90 % au niveau départemental et 48,5 % au niveau national). Sur les 196 bâtiments dénombrés sur la commune en 2019, 196 sont en aléa moyen ou fort, soit 100 %, à comparer aux 83 % au niveau départemental et 54 % au niveau national. Une cartographie de l'exposition du territoire national au retrait gonflement des sols argileux est disponible sur le site du BRGM,.
Concernant les mouvements de terrains, la commune a été reconnue en état de catastrophe naturelle au titre des dommages causés par des mouvements de terrain en 1999.

## Histoire
La commune portait autrefois le nom de Presly-le-Chétif. En 1774, elle est citée sous le nom de Précy-le-Chétif. Par décret du Conseil d'État du 2 juillet 1892, elle prend le nom de Presly. Ses habitants sont les Perlychons.
En 52 av. J.-C., les légions de Jules César en marche  pour prendre Avaricum (Bourges) ont établi leur campement au sud de l'Angélus certainement aux abords d'un immense marais aujourd'hui asséché surnommé depuis "le lac des armées". Seul subsiste un petit étang beaucoup plus récent situé un peu plus loin sur la commune de Méry-ès-Bois et baptisé "lac des armées".

## Politique et administration
| Période                                  | Période   | Identité        | Étiquette | Qualité                                         |
| ---------------------------------------- | --------- | --------------- | --------- | ----------------------------------------------- |
| juin 1995                                | mars 2014 | Georges Ginoux  | UMP       | retraité                                        |
| mars 2014                                | mai 2020  | Sylvie Giboint  |           | Sans profession déclarée                        |
| mai 2020                                 | En cours  | Nicolas Moreau, |           | Ancien artisan, commerçant ou chef d'entreprise |
| Les données manquantes sont à compléter. |           |                 |           |                                                 |

## Démographie
L'évolution du nombre d'habitants est connue à travers les recensements de la population effectués dans la commune depuis 1793. Pour les communes de moins de 10 000 habitants, une enquête de recensement portant sur toute la population est réalisée tous les cinq ans, les populations de référence des années intermédiaires étant quant à elles estimées par interpolation ou extrapolation. Pour la commune, le premier recensement exhaustif entrant dans le cadre du nouveau dispositif a été réalisé en 2008.

En 2022, la commune comptait 221 habitants, en évolution de −15,97 % par rapport à 2016 (Cher : −2,48 %, France hors Mayotte : +2,11 %).
| 1793 | 1800 | 1806 | 1821 | 1831 | 1836 | 1841 | 1846 | 1851 |
| ---- | ---- | ---- | ---- | ---- | ---- | ---- | ---- | ---- |
| 497  | 497  | 469  | 377  | 466  | 505  | 500  | 486  | 497  |

| 1856 | 1861 | 1866 | 1872 | 1876 | 1881 | 1886 | 1891 | 1896 |
| ---- | ---- | ---- | ---- | ---- | ---- | ---- | ---- | ---- |
| 532  | 492  | 536  | 517  | 560  | 608  | 627  | 612  | 636  |

| 1901 | 1906 | 1911 | 1921 | 1926 | 1931 | 1936 | 1946 | 1954 |
| ---- | ---- | ---- | ---- | ---- | ---- | ---- | ---- | ---- |
| 673  | 708  | 716  | 591  | 575  | 677  | 676  | 637  | 509  |

| 1962 | 1968 | 1975 | 1982 | 1990 | 1999 | 2006 | 2008 | 2013 |
| ---- | ---- | ---- | ---- | ---- | ---- | ---- | ---- | ---- |
| 465  | 371  | 301  | 247  | 204  | 228  | 248  | 253  | 235  |

| 2018 | 2022 | - | - | - | - | - | - | - |
| ---- | ---- | - | - | - | - | - | - | - |
| 232  | 221  | - | - | - | - | - | - | - |

## Culture locale et patrimoine

### Lieux et monuments
- L'église Saint-Caprais est rebâtie en 1898 après un incendie. Le cimetière a été déplacé à la même époque à l'emplacement de cette ancienne église.

Des ossements humains ont été retrouvés lors des travaux d'assainissement dans les années 1960 dans la cour d'un ancien café épicerie au 16, Grande Rue, ce qui situerait l'emplacement de l'ancien cimetière.
- Le château de la Planche dit "vieux château " est constitué d’une petite place forte du XIVe siècle et plus loin d’un château du XVIII dit"château neuf". Au vieux château une source appelée "fontaine st Caprais" était le lieu d'un pèlerinage annuele.
- Une dizaine de châteaux sont présents sur la commune (voir Liste des châteaux du Cher)
- Le lieu-dit l’Angélus, sur la route de Méry-ès-Bois, a d’abord été occupé par une institution catholique. Créée en 1920, elle faisait office à la fois d'école de garçons et d'orphelinat et était tenue par les oblates du Sacré-Cœur, puis avait été fermée. En juillet 2009, Régis Spinoza prêtre de l'Institut du Bon-Pasteur fonde le second Angélus, une institution religieuse à caractère traditionaliste comprenant une école, un collège et un lycée privés hors contrats avec une centaine d'élèves. Elle est ouverte au public dans le cadre de la messe dominicale et hebdomadaire[25]. L’Angélus est créée comme l’école de l’Institut du Bon-Pasteur, puis se rattache à l’abbaye Notre-Dame de Randol mais sans véritable contrôle. En 2016 le diocèse de Bourges publie un décret de reconnaissance comme « école catholique ». L'établissement est fermé en 2017 et Régis Spinoza est condamné en 2021 à trois ans de prison avec sursis pour des violences sur enfants[26],[27].

### Personnalités liées à la commune
- Claude Seignolle,  né le 25 juin 1917 à Périgueux (Dordogne) et mort le 13 juillet 2018 à Châtenay-Malabry (Hauts-de-Seine). Cet écrivain, folkloriste et éditeur français, venu à Presly après la dernière guerre, est considéré comme l'un des plus grands auteurs de littérature fantastique et horrifique de son siècle.
- Georges Ginoux (1933-2022), maire de la commune et sénateur du Cher, y est mort.
- Alain Rafesthain (1942), écrivain et président du Conseil général du Cher, y est né

### Cinéma
De nombreuses scènes du film Le Grand Meaulnes sorti en 1967, réalisé par Jean-Gabriel Albicocco et tiré du roman d'Alain-Fournier, furent tournées dans la campagne solognote de Presly.